# Кондор (телесеріал)
«Кондор» (англ. Condor) — канадський детективний серіал компанії MGM Television, сюжет якого базується на шпигунському трилері «Шість днів Кондора» (1974) письменника Джеймса Грейді (англ. James Grady) та фільмі «Три дні Кондора» (1975) Сідні Поллака. Перший сезон із 10 серій вийшов на каналі Audience Network 6 червня — 15 серпня 2018 року; показ другого сезону анонсований на весну 2019 року, основу сюжету складуть події з книг 2015 року, Last Days of the Condor та Next Day of the Condo.

## Синопсис
Намагаючись відвернути терористичний акт на повному стадіоні, керівництво ЦРУ відкриває рядовому молодому аналітику-програмісту Джо Тернеру, що його програма стеження, яку він розробив кілька років тому, щоб вести спостереження за цікавими розвідці об'єктами за кордоном, давно працює в США, відстежуючи простих американців в порушення їх прав та американських законів. Обурений цим фактом, Тернер подає у відставку, але питання відкладають, коли з'ясовується, що знайдений програмою Тернера терорист справді збирався розпилити серед уболівальників смертельний вірус. Намагаючись знайти, на кого працював терорист, Тернер випадково знаходить помилку, якої припустився один з учасників змови всередині ЦРУ — намагаючись заробити легкі гроші той в переддень теракту купив акції кількох компаній, що виробляли вакцину проти вірусу. Щоб замести сліди, змовники відправляють двох кілерів, які «зачищають» весь відділ Тернера, впустивши, однак, самого Джо, який втікає і залягає «на дно», не знаючи, кому можна вірити. Тим часом всередині ЦРУ його намагаються зробити відповідальним за все.

## У ролях

### Головні
- Макс Айронс — Джо Тернер, аналітик ЦРУ.
- Вільям Герт — Боб Партрідж, дядько Джо по батьку, який залучив його до роботи на розвідку.
- Лім Любані — Габріель Жюбер, кілер.
- Енджел Бонанні — Дікон Мейлер, кілер.
- Крістен Гаґер — Мей Барбер, дружина Сема.
- Міра Сорвіно — Марті Фрост, колишня коханка Боба, очолює розслідування проти Тернера.
- Боб Балабан — Реєль Еббот, керівник ЦРУ.
- Тобі Леонард Мур — Гордон Пайпер. (2 сезон)
- Констанс Циммер — Робін Ларкін. (2 сезон)
- Ерік Джонсон — Трейсі Крейн. (2 сезон)

### Другорядні
- Крістоффер Полага — Сем Барбер, колега Тернера по ЦРУ.
- Брендан Фрейзер — Нейтан Фоулер.
- Джеймі Макшейн — Гарет Ллойд.
- Еллен Вонг — Сара Тан.
- Рита Волк — Поліна.

## Епізоди

### Сезон 1 (2018)
| № серії (загалом) | № серії (в сезоні) | Назва серії                                             | Режисер(и)       | Сценарист(и)                                                                                      | Оригінальна дата показу |
| --- | ------------------ | ------------------------------------------------------- | ---------------- | ------------------------------------------------------------------------------------------------- | ----------------------- |
| 1 | 1                  | «What Loneliness» «Яка самотність»                      | Лоуренс Тріллінг | Сюжет : Джейсон Сміловіч, Тодд Кацбург, & Кен Робінсон Сценарій : Джейсон Сміловіч & Тодд Кацбург | 6 червня 2018           |
| Молодий розробник Джо Тернер дізнається, що програму, створену ним для виявлення терористів на Близькому Сході, починають використовувати в США. Незважаючи на його заперечення з приводу утиску прав співгромадян, ЦРУ вираховує з вигляду невинного жителя міста, який ледь не скоїв теракт. Незабаром дядько Джо Боб доручає команді Тернера вирахувати спільників злочинця, які передали тому високотехнологічний пристрій з біологічною зброєю. Однак, підібравшись дуже близько до правди, Джо привертає увагу відповідальних за те, що відбувається людей, які відправляють кілерів розібратися з Тернером і його товаришами по роботі. |                    |                                                         |                  |                                                                                                   |                         |
| 2 | 2                  | «The Solution to All Problems» «Вирішення всіх проблем» | Лоуренс Тріллінг | Джейсон Сміловіч & Тодд Кацбург                                                                   | 13 червня 2018          |
| Завдяки вдалому збігу обставин Джо вдається втекти. Нейтан попереджає Сема про можливий дзвінок друга, тим самим поставивши Джо перед складним вибором. Спроби Боба врятувати племінника лише погіршують ситуацію, в той час як стараннями Марті ЗМІ перетворюють Тернера у вбивцю своїх колег. Останній же придумує спосіб обдурити кілерів і знаходить тимчасовий притулок у нової знайомої, яка виявляється не в захваті від появи в її будинку розшукуваного злочинця. |                    |                                                         |                  |                                                                                                   |                         |
| 3 | 3                  | «A Good Patriot» «Істинний патріот»                     | Лоуренс Тріллінг | Джейсон Сміловіч & Тодд Кацбург                                                                   | 20 червня 2018          |
| Сподіваючись захистити Тернера, Боб впроваджує в оперативну групу колишню дівчину Сари Шарлу Шепард і заручається її підтримкою, а Кеті намагається придумати, як втекти від взятого її в заручниці чоловіка. Габріель же за допомогою знайомого хакера розпочинає пошуки вижитої цілі, в той час як її напарник вирушає на інше завдання. Тим часом Барбер піддається допиту, а Нейтон намагається завоювати прихильність батька і дочки. |                    |                                                         |                  |                                                                                                   |                         |
| 4 | 4                  | «Trapped in History» «Бранці історії»                   | Ендрю МакКарті   | Джейсон Смиловик,Тодд Кацбург, & Кен Робінсон                                                     | 27 червня 2018          |
| Підозрюючи, що Тернер отримав попередження від когось з її технічної групи, Марті ділиться своїми міркуваннями з Руелом, просячи його вжити відповідні заходи. Тим часом Джо розповідає Кеті про свого дядька Бобі, про вступ в ЦРУ і про те, як це відбилося на його особистому і суспільному житті. Габріель тим часом приєднується до оперативників, які шукають її ціль, Шайла балансує між двох вогнів, Партрідж з Ебботом затіюють небезпечну гру, а Тернер дізнається про несподіваного союзника. |                    |                                                         |                  |                                                                                                   |                         |
| 5 | 5                  | «A Diamond With a Flaw» «Діамант із вадою»              | Ендрю МакКарті   | Джейсон Сміловіч & Тодд Кацбург                                                                   | 11 липня 2018           |
| ЦРУ, як і Джо, намагаються скористатися єдиною ниточкою, що веде до Калебу — старою подругою Вулфа і Тернера Дженіс. Намагаючись зустрітися з колишнім товаришем по університету, Джо потрапляє в полон, в той час як Габріель, в ході стеження за новою метою, особисто знайомиться з Партриджем. Шарла намагається зняти напругу і печаль вже перевіреним способом, Кеті переходить на бік свого загарбника, а Мейлер, за наказом Фоулера, успішно виконує доручене йому завдання. |                    |                                                         |                  |                                                                                                   |                         |
| 6 | 6                  | «No Such Thing» «Не існує»                              | Карі Скогланд    | Джейсон Сміловіч & Тодд Кацбург                                                                   | 18 липня 2018           |
| Бойд вирішує простежити за Жюбер, разом з якою вони незабаром виявляють Кеті. Однак, коли спроба останньої видати себе за жертву провалюється, Хейл викладає всі карти на стіл, сподіваючись виграти собі час для втечі. Тим часом Тернер зустрічається з Вулфом, з яким обмінюється інформацією, а також з Дженіс, що забезпечила чоловіка всім необхідним для подальших переміщень. Мей натомість згадує про одну з вечірок, де вона познайомилася з колегами чоловіка по його таємній діяльності. |                    |                                                         |                  |                                                                                                   |                         |
| 7 | 7                  | «Within a Dark Wood» «У сутінковому лісі»               | Карі Скогланд    | Джейсон Сміловіч & Тодд Кацбург                                                                   | 25 липня 2018           |
| Мей влаштовує поминки по чоловікові, в ході яких дізнається про Елдона і про темні справи Сема, не підозрюючи, що в її будинку встановлена прослушка. Тим часом Шепард повідомляють про смерть напарника, і в спробах розібратися в тому, що відбувається, жінка отримує шанс переглянути сформовану ситуацію. Тернер шукає нове сховище, яке виявляється ненадійним, а також заручається підтримкою несподіваного союзника, який не менше нього бажає докопатися до правди. |                    |                                                         |                  |                                                                                                   |                         |
| 8 | 8                  | «A Question of Compromise» «Питання компромісу»         | Ендрю МакКарті   | Джейсон Сміловіч & Тодд Кацбург                                                                   | 1 серпня 2018           |
| Замкнувши Джо в своєму будинку, Шарла відправляється на пошуки вбивці своєї дівчини, в той час як її несподіваний бранець отримує можливість зв'язатися з Бобом. За наводкою Тернера Партрідж організовує захоплення Абу-Саїда, що викликає очікувану реакцію з боку Еббота. Між тим побоювання Айріс виправдовуються – незабаром її відвідує Жюбер, а Мей виявляє ті самі докази, про які говорила Лорамер. Фоулер, дізнавшись про вчинок Ллойда, йде на крайні заходи, щоб те, що трапилося більше ніколи не повторилося. |                    |                                                         |                  |                                                                                                   |                         |
| 9 | 9                  | «Death is the Harvest» «Смерть-жнива»                   | Джейсон Сміловіч | Джейсон Сміловіч & Тодд Кацбург                                                                   | 8 серпня 2018           |
| Зіткнувшись під час хаджу з людиною з минулого, Мейлер згадує за яких обставин їм довелося познайомитися. Тим часом поведінка Шарли привертає увагу Фрост, а Мей отримує ультимативну пропозицію від Еббота, якого незабаром чекає відверта розмова з давнім суперником. Тернер тим часом нарешті зустрічається з Калебом, проте планам чоловіка з приводу оприлюднення інформації про підготовлюваний теракт не судилося виповнитися. Партрідж, дізнавшись про стан справ, приймає ряд серйозних рішень, в той час як його племінник намагається змінити те, що відбувається єдиним способом, який залишився у його розпорядженні.            |                    |                                                         |                  |                                                                                                   |                         |
| 10 | 10                 | «Mistrust Blossoms» «Коли віра в'яне»                   | Джейсон Сміловіч | Джейсон Сміловіч & Тодд Кацбург                                                                   | 15 серпня 2018          |
| Вибравшись з машини, Джо знаходить спосіб зв'язатися з Мей. Заручившись її допомогою, чоловік викрадає поранену Фрост, щоби відверто із нею поговорити. Незважаючи на брехню про нещодавню перестрілку, Марті вдається зародити в своєму викрадачеві сумніви в мотивах Боба, який при зустрічі розкриває племіннику ще невідому тому частину інформації. Тим часом до тями приходить Жюбер та вирішує помститися своїм роботодавцям, і через деякий час, зв'язавшись з Тернером, пропонує йому свої послуги в усуненні організатора теракту.                                                                                                   |                    |                                                         |                  |                                                                                                   |                         |